# Marsilea mutica
Il quadrifoglio acquatico (Marsilea mutica Mett.)  è una felce acquatica perenne appartenente alla famiglia delle Marsileaceae, diffusa nell'emisfero boreale.

## Etimologia
Il nome Marsilea venne attribuito al genere da Linneo in onore del botanico italiano Luigi Ferdinando Marsili vissuto nel XVIII secolo. 

## Descrizione

### Portamento
È una pianta alta 10-40 centimetri, geofita rizomatosa.

### Fusto
Il fusto è costituito da un rizoma strisciante fissato al terreno da sottili radici la cui lunghezza può arrivare fino a 1 m.

### Foglie
Esistono due tipi di fronde. Il primo tipo può essere natante in caso di acque alte o emergere eretto se la pianta vegeta in acque basse o sul terreno. Gli stipiti possono essere lunghi fino a 30 cm. La lamina si divide in quattro segmenti obcordati disposti a forma di croce la cui forma ricorda il quadrifoglio. L'altro tipo di fronda è immerso ed è trasformato in sporocarpo ellissoidale di colore marrone scuro, la sporificazione ha luogo tra luglio e settembre.

## Distribuzione e habitat
Specie circumboreale un tempo comune nell'Europa centro-meridionale, negli ultimi decenni si è notevolmente rarefatta per la scomparsa o alterazione dell'habitat naturale costituito da fossi e risaie con acque dal lento deflusso o terreni saltuariamente inondati. Per questo motivo in diversi paesi europei è stata inserita tra le specie a rischio di estinzione. In Italia risultano presenti alcune isolate popolazioni in Piemonte, Lombardia, Veneto, Trentino-Alto Adige, Emilia-Romagna, Toscana. È presente anche negli Stati Uniti nordorientali in cui si è stata introdotta da più di 100 anni e viene ritenuta specie invasiva.

## Usi
La pianta è antinfiammatoria, diuretica, depurativa, febbrifuga e rinfrescante.

## Coltivazione
La pianta preferisce terreni sabbiosi o di medio impasto. Può crescere in posizioni a mezz'ombra o pieno sole. Richiede un substrato umido o bagnato e può crescere in acqua.
Marsilea mutica può essere coltivata in vaso, con substrato sia umido, sia semisommerso con fronde emergenti, sia sommerso con foglie naviganti sul pelo dell'acqua. Può essere impiegata anche come pianta per acquario.